# 14631 Benbryan
14631 Benbryan eller 1998 VS32 är en asteroid i huvudbältet som upptäcktes den 15 november 1998 av Catalina Sky Survey projektet. Den är uppkallad efter Ben H. Bryan.
Asteroiden har en diameter på ungefär 17 kilometer.